# Финтинь (Долж)
Финтинь, Финтині (рум. Fântâni) — село у повіті Долж в Румунії. Входить до складу комуни Гоєшть.
Село розташоване на відстані 185 км на захід від Бухареста, 18 км на північ від Крайови.

## Населення
За даними перепису населення 2002 року у селі проживали 253 особи, усі — румуни. Усі жителі села рідною мовою назвали румунську.